# Hpruso
Hpruso är en kommun i Myanmar.   Den ligger i regionen Kayahstaten, i den centrala delen av landet, 110 km sydost om huvudstaden Naypyidaw. Antalet invånare är 30 507.